# Estret de Torres
L'estret de Torres (en anglès Torres Strait) separa Austràlia i Nova Guinea, es troba entre el cap York, el punt més septentrional de l'estat australià de Queensland, al costat sud, i la costa meridional del territori de Papua Nova Guinea, a la banda del nord. Té uns 150 km d'amplada. El seu nom recorda Luis Vaes de Torres, primer navegant europeu que hi passà el 1606.
L'estret connecta el mar del Corall, a l'est, amb el mar d'Arafura, a l'oest. És poc profund, i un laberint d'esculls i illes dificulta la seua navegació. Hi trobem les illes de l'estret de Torres, habitades pels illencs de l'estret de Torres, un poble melanesi relacionat amb els papús.
Després que el Sahul se separés de l'Antàrtida, Austràlia, Nova Guinea i Tasmània van romandre unides per ponts continentals a causa del baix nivell del mar, cosa que hi va permetre el pas dels animals i dels primers homes.
Ara fa uns deu mil anys, en acabar-se la darrera glaciació i pujar el nivell del mar, aquests ponts terrestres desaparegueren i -entre altres- es va obrir l'estret de Torres. L'antic continent de Sahul va restar trencat en una àrida massa de terra de poca alçada (Austràlia) i dues illes muntanyenques (Nova Guinea i Tasmània).

## Geografia
L'estret enllaça el Mar del Corall a l'est amb el mar d'Arafura i el Golf de Carpentària a l'oest. Tot i que és un important carril marítim internacional, és molt poc profund (profunditat de l'aigua de 7 a 15 m) i el laberint d'esculls i illes poden fer que sigui perillós navegar. Al sud, l’estret d'Endeavour es troba entre l'illa del Príncep de Gal·les (Muralug) i el continent. La navegació entra a l'estret de Torres pel canal Adolphus, que s'uneix a la llacuna de la Gran Barrera de Corall al sud-est. Els forts corrents de marea es produeixen als canals estrets entre illes i esculls, i grans dunes de sorra submarines migren pel fons marí. Uns 580 esculls de corall, inclosos els esculls Warrior i els esculls Eastern Patch, cobreixen una superfície total de 2.400 km² a la regió, i la zona també té alguns dels prats marins més extensos del món.

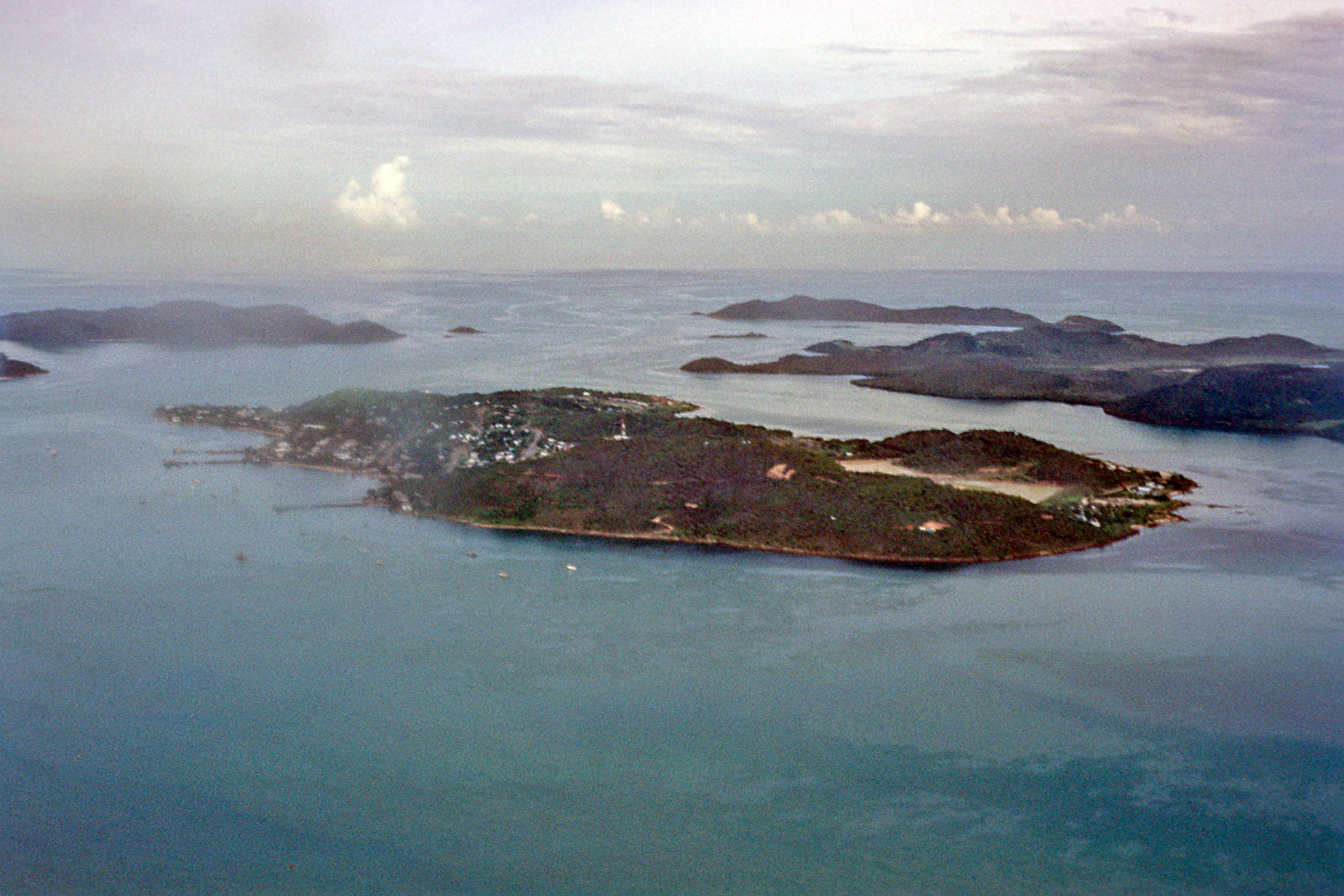
Fotografia aèria de les illes de l'estret de Torres

Diversos grups d'illes es troben a l'estret, anomenades col·lectivament illes de l'estret de Torres. Hi ha almenys 274 d'aquestes illes, de les quals 17 tenen assentaments permanents actuals. Aquestes illes tenen una varietat de topografies, ecosistemes i història de formació. Diverses de les més properes a la costa de Nova Guinea són de poca alçada, formades per dipòsits sedimentaris al·luvials suportats per la sortida dels rius locals al mar. Moltes de les illes occidentals són muntanyoses i escarpades, formades principalment de granit, i són cims de l'extensió més al nord de la Gran Serralada Divisòria. Es van convertir en illes a mesura que el nivell del mar va augmentar al final de l'última edat glacial. Les illes centrals són predominantment cais coral·lins, i les de l'est són d'origen volcànic.
Hi ha uns quants marcs polítics i institucionals importants a la regió de l'estret de Torres que donen suport a l'ús i la gestió sostenibles dels recursos marins alhora que protegeixen els hàbitats, la biodiversitat i la forma de vida tradicional illenc. El més important d'ells és el Tractat de l'estret de Torres, subscrit per Austràlia i Papua Nova Guinea el febrer de 1985. El Tractat defineix la sobirania i els límits marítims a la zona entre els dos països. Orienta els responsables de la presa de decisions sobre la protecció de la forma de vida i els mitjans de vida dels habitants tradicionals, sobre la gestió de la protecció dels hàbitats i sobre la compartició dels recursos pesquers comercials i tradicionals. El Tractat va establir una Zona Protegida de l'Estret de Torres dins de la qual ambdues nacions gestionen l'accés als recursos pesquers. Cada país exerceix la jurisdicció sobirana dels recursos a banda i banda de les línies de jurisdicció acordades.
Els problemes ambientals als quals s'enfronta la regió són el risc d'extracció de residus del riu Fly al sud de Papua Nova Guinea, els efectes adversos del canvi climàtic global i la gestió sostenible dels recursos naturals.

## Persones, cultura i llengües
Els habitants indígenes de les illes són els illencs de l'estret de Torres, un dels dos grups ètnicament diferents de pobles indígenes australians. Els illencs de l'estret de Torres es distingeixen tant dels papús de la veïna Nova Guinea com dels aborígens australians del proper continent australià, però estan relacionats amb tots dos.
La gent de l'estret de Torres té una cultura indígena única que ha despertat l'interès d'una sèrie d'investigadors antropològics, històrics, arqueològics i folkloristes. Això inclou una expedició de la Universitat de Cambridge dirigida pel primer etnògraf Alfred Haddon l'any 1898, i el treball regional més contemporani de l'antropòleg australià Jeremy Beckett. Els relats de les tradicions narratives indígenes locals es poden trobar a l'obra de Nonie Sharp i Margaret Lawrie. Lawrie va desenvolupar fortes relacions amb la gent de l'estret de Torres des dels anys 50 fins als 70, i molts es van acostar a ella per gravar i escriure les seves històries personals i familiars. Això va donar lloc a la seva recerca sobre la història cultural de l'estret de Torres i a la recollida de transcripcions, enregistraments d'àudio, fotografies, diapositives, obres d'art i històries orals. Col·lectivament van constituir la base de la publicació Myths and Legends of Torres Strait (1970) i Tales from Torres Strait (1972). La seva col·lecció ara la conserva la Biblioteca Estatal de Queensland i el 2008 es va afegir al Registre de la Memòria del Món d'Australia de la UNESCO.
A les illes de l'estret de Torres es parlen dues llengües indígenes: Kala Lagaw Ya (també coneguda per noms de variants i grafies), i Meriam Mir (Meriam), així com el brokan, també anomenat crioll de l'estret de Torres. Kala Lagaw Ya és la llengua tradicional propietat de les illes occidental i central de l'estret de Torres. La regió lingüística de Kala Lagaw Ya inclou el paisatge dins dels límits del govern local del Consell de la Comarca de Torres. El mabuiag es considera un dialecte del Kala Lagaw Ya, una de les llengües de l'estret de Torres. El mabuiag (també escrit com a mabuyag) és una llengua tradicional d'una illa central occidental de l'estret de Torres. La regió lingüística de Mabuiag inclou el paisatge insular de Mabuiag dins dels límits del govern local del Consell de la Comarca de Torres i el Consell de l'illa de Mabuiag.
Al cens australià de 2016, la població de les illes va registrar 4.514 persones a les illes, però molts més illencs de l'estret de Torres viuen fora de l'estret de Torres a Austràlia.

## Rutes de navegació
Les dues rutes per l'estret són:

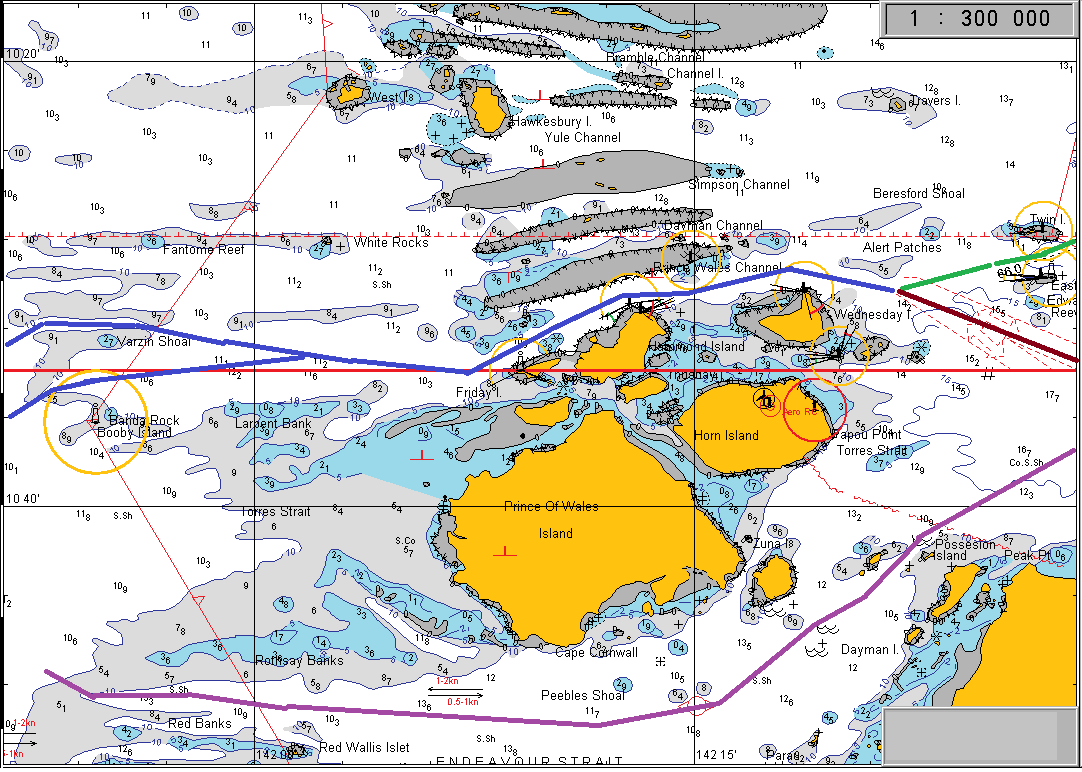
Rutes de navegació per l'estret de Torres

- Endeavour Strait (línia porpra al gràfic): per a vaixells petits.
- Canal del Príncep de Gal·les: els vaixells més grans que transiten per l'estret de Torres entren al canal del Príncep de Gal·les des de l'oest, just al nord de l'illa Booby, a través dels passos Gannet o Varzin. Les profunditats mínimes per a la navegació de gran calat a la zona de pilotatge de la Gran Barrera de Corall es troben aquí (10,3 m, novembre de 2011). A 12,2 m es permet el trànsit estàtic o inferior a la zona.[16]
  - Canals a l'est del canal Prince of Wales
    - Gran canal del nord-est: a l'est del canal del Príncep de Gal·les a l'illa de Wednesday, la ruta es converteix en el gran canal del nord-est (línia verda al gràfic). El Great North East Channel (GNEC) enllaça el canal Prince of Wales amb l'entrada més al nord de la Gran Barrera de Corall, a 120 NM de distància a l'entrada de Bligh. La ruta del GNEC va al nord o al sud d'Alert Patches i a l'est fins a sota de Twin Island, després al nord-est fins a l'illa Dalrymple (el final del requisit de pilotatge) i després cap a Bramble Quay, Bligh Entrance i mar obert. Aquest passatge encamina el mar de Coral, l'oceà Pacífic i l'exterior de la Gran Barrera de Corall. Un altre canal (línia marró al gràfic) baixa cap al cap de York.[16]
    - Zona de pilotatge de la ruta interior: l'àrea de pilotatge de la ruta interior va des de prop de Cape York fins a prop de Cairns. Aquest canal, anomenat 'Inner Route', transcorre entre el continent australià i la Gran Barrera de Corall[16]

## Història
El primer a travessar l'estret fou el mariner espanyol Luis Vaes de Torres, lloctinent a l'expedició de Pedro Fernández de Quirós que partí del Perú cap al Pacífic Sud el 1605. Després que el vaixell de Quirós tornés a Mèxic, Torres va continuar el viatge cap a Manila, passant per les Moluques. Va navegar seguint la costa sud de Nova Guinea i probablement arribà a veure l'extrem nord d'Austràlia.

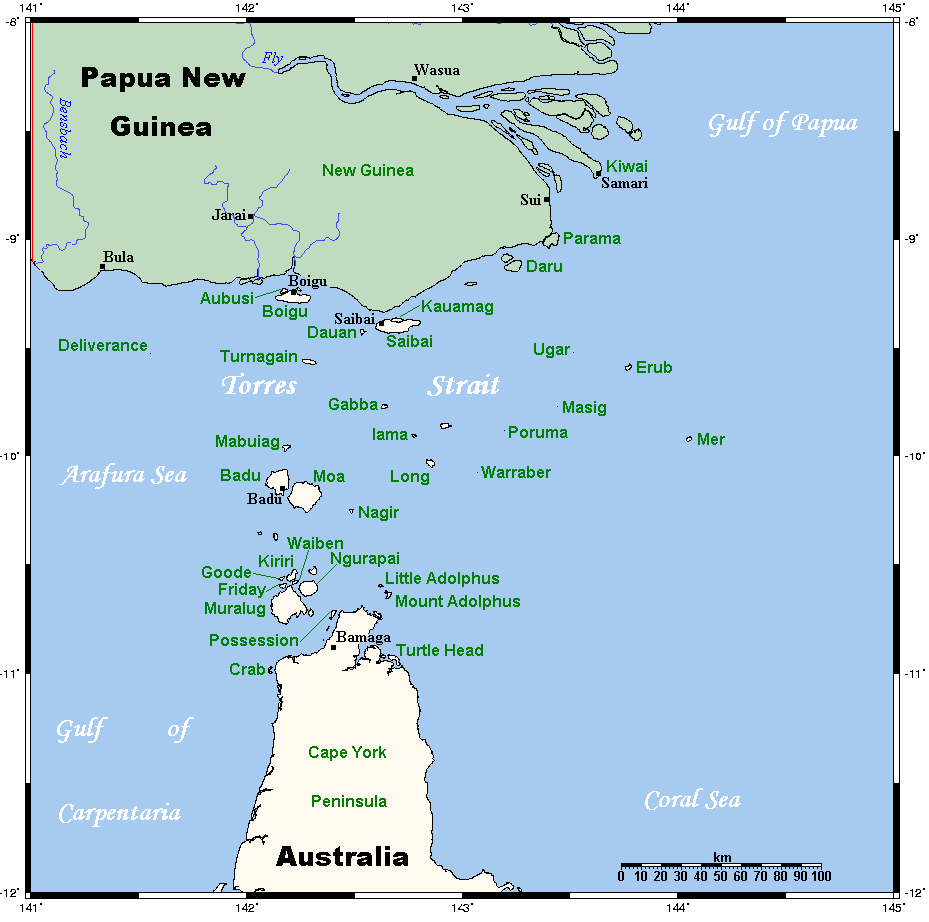
L'estret de Torres i les illes de l'estret

El 1769, el geògraf escocès Alexander Dalrymple va trobar la relació del viatge de Torres de Peru a Manila i va proposar batejar aquest estret amb el seu nom.
El 1770, James Cook va annexar la totalitat de la part oriental d'Austràlia a la Corona britànica. Va passar a través de l'estret després d'haver navegat al llarg de les costes australianes. La London Missionary Society va arribar a Erub (illa Darnley) el 1871. Les illes de l'estret de Torres van ser annexionades el 1879 per Queensland i, més tard, van convertir-se en part de la colònia britànica de Queensland, tot i que algunes d'elles es troben just a la costa de Nova Guinea. El 1901 van ser incorporades a la nova Federació australiana.
L'estret de Torres és mencionat al llibre Vint mil llegües de viatge submarí de Jules Verne, com un estret perillós on el submarí Nautilus queda encallat temporalment. Hi ha una obra d'Emilio Salgari titulada Estrecho de Torres.

## Biblioteca addicional
- Hilder, Brett. University of Queensland Press. The voyage of Torres: the discovery of the southern coastline of New Guinea and Torres Strait by Captain Luis Baez de Torres in 1606, 1980. ISBN 070221275X. OCLC 911315041 [Consulta: 31 gener 2021].
- Singe, John. University of Queensland Press. My Island Home: A Torres Strait Memoir, 2003. ISBN 0-7022-3305-6.
- Australian Art Network: Torres Strait Islands
- Blue Water Empire - ABC TV 3-part dramatised documentary about Torres Strait Islands, its history and people
- Contemporary stories by and about Aboriginal and Torres Strait Islander people
- Smith, Aaron. «The 'forgotten people': When death came to the Torres Strait».   CNN, 26-05-2018.